# 東久ストア
 株式会社 東久ストア （とうきゅうストア）は、岡山県倉敷市に本社を置き、岡山県南域を中心に店舗展開を行っていた、スーパーマーケットチェーンである。
本拠のある倉敷市を中心として玉野市および岡山市南区に店舗を広げていたが、現地業界の過当競争に敗れる形で、2016年4月に同域に展開する同業者であるマルイに事業を譲渡し、活動を停止した。
譲渡された店舗は同じくマルイの子会社であるわたなべ生鮮館が引き継ぎ「東久わたなべ生鮮館」として「東久」の名が店舗のブランド名として残された状態で継続営業されている。

## 店舗
全て過去に存在した店舗。倉敷市及び玉野市の店舗は「東久わたなべ生鮮館」に転換。中畦店のみ前述の事業譲渡に先駆ける形で2013年に別の同業他社であるフレッシュワンに売却されて「フレッシュワン中畦店」に転換されるも2015年11月25日にフレッシュワンが破綻し事業停止となったため、両備グループ傘下となり事業整理のために閉鎖された。
倉敷市
- 菰池店
- 上の町店
- 柳田店

玉野市
- 宇野店

岡山市南区
- 中畦店 - 2013年、フレッシュワンに売却。2015年経営破綻のため閉店。両備プラッツ藤田店の集客範囲内の為に営業再開しないことになり、数年後に解体されてコンビニのローソンになる

## 仕入先
- 旭食品
- 日本アクセス
- 藤徳物産